# Злотый Эмиссионного банка в Польше
Злотый Эмиссионного банка в Польше (пол. złoty) — денежная единица Генерал-губернаторства в 1940—1944 годах. Употреблялись разговорные названия «краковский злотый» (пол. złoty krakowski) и «млынарки» (пол. młynarki) по фамилии президента Эмиссионного банка в Польше Феликса Млынарского.

## История
После оккупации Польши в 1939 году часть территории была присоединена к Германии. На этих территориях польский злотый был заменён рейхсмаркой. На остальной территории Польши было создано Генерал-губернаторство оккупированных польских областей.

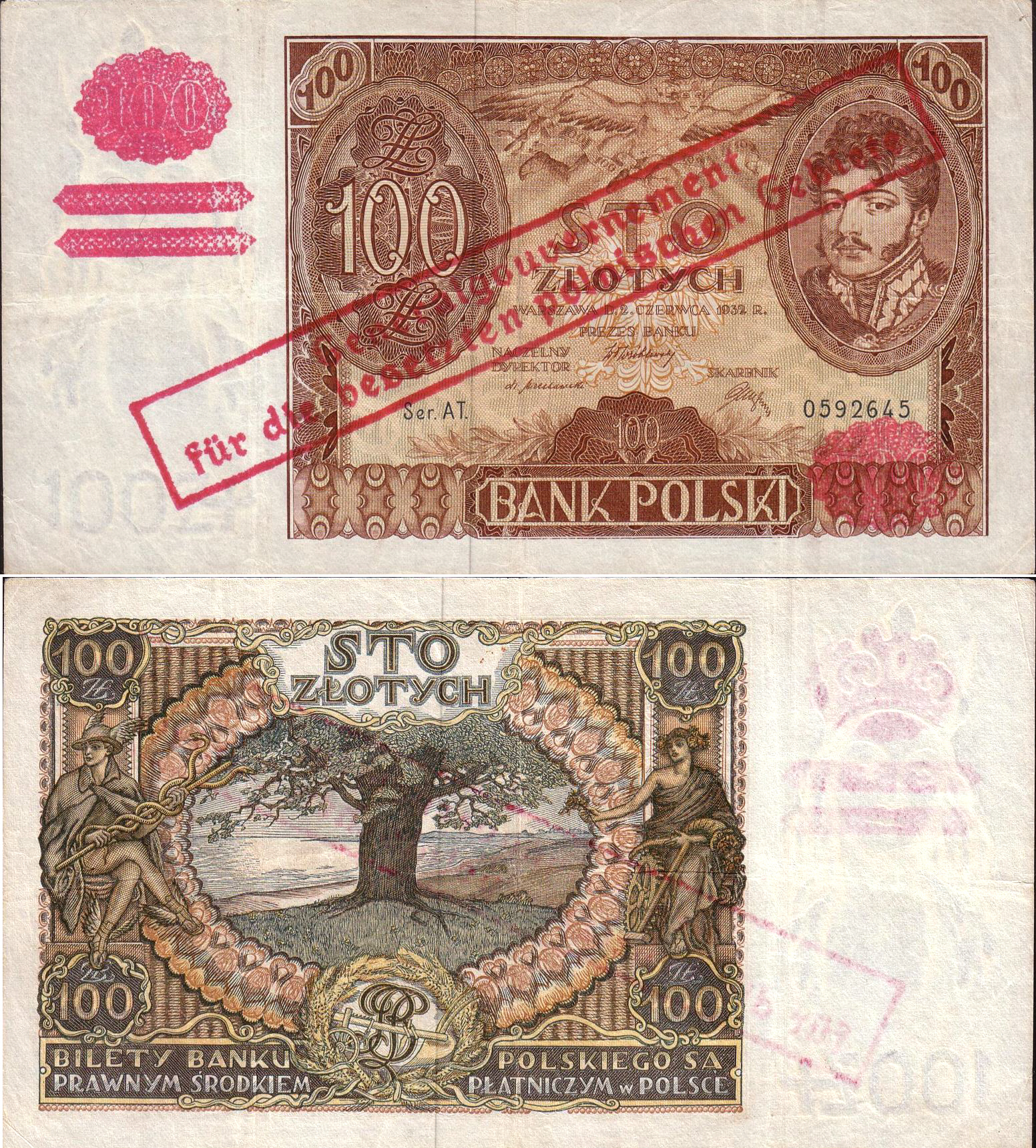
100 злотых образца 1932 года с надпечаткой

Оккупационные власти объявили об изъятии из обращения банкнот Банка Польши в 100 злотых образца 1932 и 1934 годов и банкнот в 500 злотых образца 1919 года, которые подлежали зачислению на депозитные счета. На банкноты в 100 злотых была нанесена надпечатка Generalgouvernement / für die besetzen polnischen Gebiete и они опять были выпущены в обращение. Надпечатка массово подделывалась.
Вскоре в Польше была организована кредитная касса Главного управления имперских кредитных касс и начат выпуск оккупационной рейхсмарки. Однако уже 15 декабря 1939 года было принято решение о создании нового эмиссионного польского банка, поскольку Банк Польши был эвакуирован в Париж. 8 апреля 1940 года в Кракове начал работу Эмиссионный банк в Польше (Bank Emisyjny w Polsce, Emissionbank in Polen). Банк начал выпуск банкнот в злотых. Банкноты Банка Польши изымались из обращения, выпуск оккупационной рейхсмарки был прекращён. По национальному признаку были установлены различные условия обмена: для немцев, поляков и евреев. Был установлен курс: 1 рейхсмарка = 2 злотых.
Общая сумма эмиссии Эмиссионного банка составила 10 183 миллиона злотых. Около 20 миллионов злотых было изготовлено в 1940—1942 годах подпольной типографией Союза вооружённой борьбы. С лета 1943 года организации Армии крайовой получали злотые, печатавшиеся в Великобритании.
В 1944 году, после освобождения Польши, злотые эмиссионного банка в Кракове и рейхсмарки были обменены на банкноты в злотых Польского национального банка, выпущенные на основании декрета Польского комитета национального освобождения от 24 августа 1944 года. Обмен производился 1:1 не более 500 злотых на одно лицо, для частных предприятий и ремесленных мастерских — до 2000 злотых. Суммы, превышающие лимиты, зачислялись на блокированные счета. Во время реформы было обменяно 4 012 миллионов злотых и несколько миллионов рейхсмарок, на блокированные счета было зачислено около 1 миллиарда злотых.
Использование оккупационных злотых в качестве платёжного средства было прекращено в январе 1945 года — в соответствии с декретом Крайовой Рады Народовой от 10 января 1945 года.

## Монеты
Варшавский монетный двор чеканил монеты в 1, 5, 10, 20, 50 грошей. Монеты чеканились старыми польскими штемпелями (1 грош — штемпелями 1939 г., 10 и 20 грошей — штемпелями 1923 года, 50 грошей — штемпелями пробной монеты 1938 года, 5 грошей — оригинальными штемпелями на основе модифицированного дизайна 1939 года), но из других металлов (цинк, железо). Гурт у всех монет гладкий.
| Изображение | Номинал   | Материал              | Диаметр (мм) | Толщина (мм) | Масса (г) | Годы на монетах |
| ----------- | --------- | --------------------- | ------------ | ------------ | --------- | --------------- |
|             | 1 грош    | цинк                  | 14,7         | 1,1          | 1,17      | 1939            |
|             | 5 грошей  | цинк                  | 16,2         | 1,5          | 1,72      | 1939            |
|             | 10 грошей | цинк                  | 17,6         | 1,3          | 2         | 1923            |
|             | 20 грошей | цинк                  | 20           | 1,5          | 2,97      | 1923            |
|             | 50 грошей | железо, плак. никелем | 23           | 1,8          | 5         | 1938            |
| железо      | 50 грошей | 1,6                   | 23           | 4,7          |           | 1938            |

## Банкноты
Банкноты первой эмиссии были датированы 1 марта 1940 года, были выпущены банкноты в 1, 2, 5, 10, 20, 100 и 500 злотых. Банкноты второй эмиссии датированы 1 августа 1941 года, были выпущены банкноты в 1, 2, 5, 50 и 100 злотых. Также была подготовлена, но не осуществлена эмиссия банкнот в 1000 злотых образца 1941 года (оригиналы не известны, в настоящее время существует лишь в виде новоделов, отпечатанных реконструированными клише). Банкноты печатались в Варшаве и Вене. На банкноте в 100 злотых образца 1941 года изображён вид Львова.
| Серия 1940 года       | Серия 1940 года   | Серия 1940 года | Серия 1940 года | Серия 1940 года  | Серия 1940 года                                        | Серия 1940 года                                 |
| Изображение           | Изображение       | Номинал         | Размеры (мм)    | Основные цвета   | Описание                                               | Описание                                        |
| Лицевая сторона       | Оборотная сторона | Номинал         | Размеры (мм)    | Основные цвета   | Лицевая сторона                                        | Оборотная сторона                               |
| --------------------- | ----------------- | --------------- | --------------- | ---------------- | ------------------------------------------------------ | ----------------------------------------------- |
|                       |                   | 1 злотый        | 99×65           | тёмно-зелёный    | номинал                                                | номинал                                         |
|                       |                   | 2 злотых        | 110×68          | оливковый        | номинал, голова крестьянки                             | название банка, номинал                         |
|                       |                   | 5 злотых        | 150×82          | тёмно-зелёный    | крестьянин, женский портрет                            | название банка, номинал                         |
|                       |                   | 10 злотых       | 170×85          | коричневый       | номинал в центре банкноты, по краям изображения святых | памятник Шопену в Варшаве                       |
|                       |                   | 20 злотых       | 173×91          | тёмно-серый      | крестьянин, женщина с ребенком и портрет Эмилии Плятер | замок Вавель между фигурами архитектора и поэта |
|                       |                   | 50 злотых       | 180×100         | тёмно-синий      | крестьянин, женщина и портрет Эмилии Плятер            | Суконные ряды (Краков)                          |
|                       |                   | 100 злотых      | 190×106         | коричневый       | крестьянин, номинал                                    | здание Банка Польши в Варшаве                   |
|                       |                   | 500 злотых      | 181×100         | тёмно-коричневый | Гураль, номинал                                        | номинал и горное озеро в Татрах                 |
| Модификация 1941 года |                   |                 |                 |                  |                                                        |                                                 |
|                       |                   | 1 злотый        | 99×65           | тёмно-зелёный    | номинал                                                | номинал                                         |
|                       |                   | 2 злотых        | 110×68          | оливковый        | номинал, голова крестьянки                             | название банка, номинал                         |
|                       |                   | 5 злотых        | 150×82          | тёмно-зелёный    | крестьянин, женский портрет                            | название банка, номинал                         |
|                       |                   | 50 злотых       | 180×100         | тёмно-синий      | крестьянин, женщина и портрет Эмилии Плятер            | Суконные ряды (Краков)                          |
|                       |                   | 100 злотых      | 190×106         | коричневый       | номинал                                                | вид Львова                                      |
|                       |                   | 1000 злотых     | 196×103         | коричневый       | номинал, мужской портрет                               | Вавельский замок, Краков                        |